# Erigorgus xanthopsis
Erigorgus xanthopsis là một loài tò vò trong họ Ichneumonidae.